# Traqueia (artrópodes)
Nos insetos, as traqueias são túbulos condutores extremamente finos por onde o ar entra e sai graças ao bombeamento da musculatura do corpo. O ar entra com oxigênio e sai com gás carbônico sem que haja interação com o sistema circulatório aberto.
O sistema respiratório é formado por um conjunto de tubos e traqueias que se ramificam por todo o inseto. Esta ramificação é tão intensa que permite a ocorrência da troca a nível celular, ou seja, sem a participação da hemolinfa (sangue).
No nível da cutícula, as traqueias se abrem por orifícios diversos que são chamados de espiráculos; eles apresentam um sistema de fechamento que é controlado pelo sistema nervoso central. Em insetos ou larvas aquáticas, existem trocas gasosas através da pele, que é permeável. Ou seja, os espiráculos são abertos no tórax e na bexiga. Essas trocas gasosas trabalham em conjunto com a respiração traqueal.

## Funcionamento
Artrópodes (insetos, crustáceos, aracnídeos, quilópodes, diplópodes)
Graças ao seu metabolismo elevado, a respiração traqueal é fundamental para a existência e sobrevivência no meio terrestre e aquatico. Nos insetos menores não existe ventilação ativa, mas nos maiores ela ocorre por meio de movimentos musculares que contraem as traqueias. Uma grande quantidade de dióxido de carbono é libertado pelos Tubos de Malpighi.

### Respiração filotraqueal (aranhas e escorpiões)
Também chamada de respiração pulmotraqueal, é caracterizada pela entrada de O2 através dos espiráculos. Daí, passam para as cavidades que são revestidas de capilares (pêlos), onde ocorre a difusão dos gases.
A respiração é realizada por "pulmões" em forma de folha - as chamadas filotraqueias -, que são espécies de entradas pregadas no abdômen. Circulando aí entre as lamelas onde são realizadas todas as trocas dos gases.

### Insetos aquáticos
Os chamados insetos aquáticos são aqueles que vivem pelo menos um estágio de seu ciclo de vida em ambiente aquático ou úmido. Alguns exemplos são as libélulas, os barbeiros, as moscas etc. Eles tiveram que se adaptar ao meio aquático através de modificações no seu sistema respiratório.
Você pode acompanhar algumas dessas modificações abaixo:
- Sistema respiratório fechado - espiráculos não funcionais.
  - Através da cutícula, embora só seja possível em insetos muito pequenos, onde a relação área/volume é maior.
  - Pigmentos respiratórios. Aos artrópodes que apresentam hemoglobinas, que são determinados pigmentos respiratórios que captam oxigênio em ambientes de baixa concentração do mesmo.
  - Brânquias.  Graças às brânquias o oxigênio é absorvido. Elas podem estar localizadas em diversas partes do organismo do inseto.

- Sistema respiratório aberto - espiráculos funcionais.
  - Sifão. Geralmente presente nas larvas e mais comum ainda nas moscas, o sifão capta o oxigênio na superfície da água ou em plantas submersas.
  - Através da brânquia física, o ar é guardado em uma espécie de bolha de ar.
  - Plastrão: Chamada também de brânquia física permanente, faz com que a água fique mantida fora do corpo com a ajuda de pêlos chamados hidrófugos. Nesse método, uma camada de gás fica em contato com os espiráculos.